# Gottwalt Weber

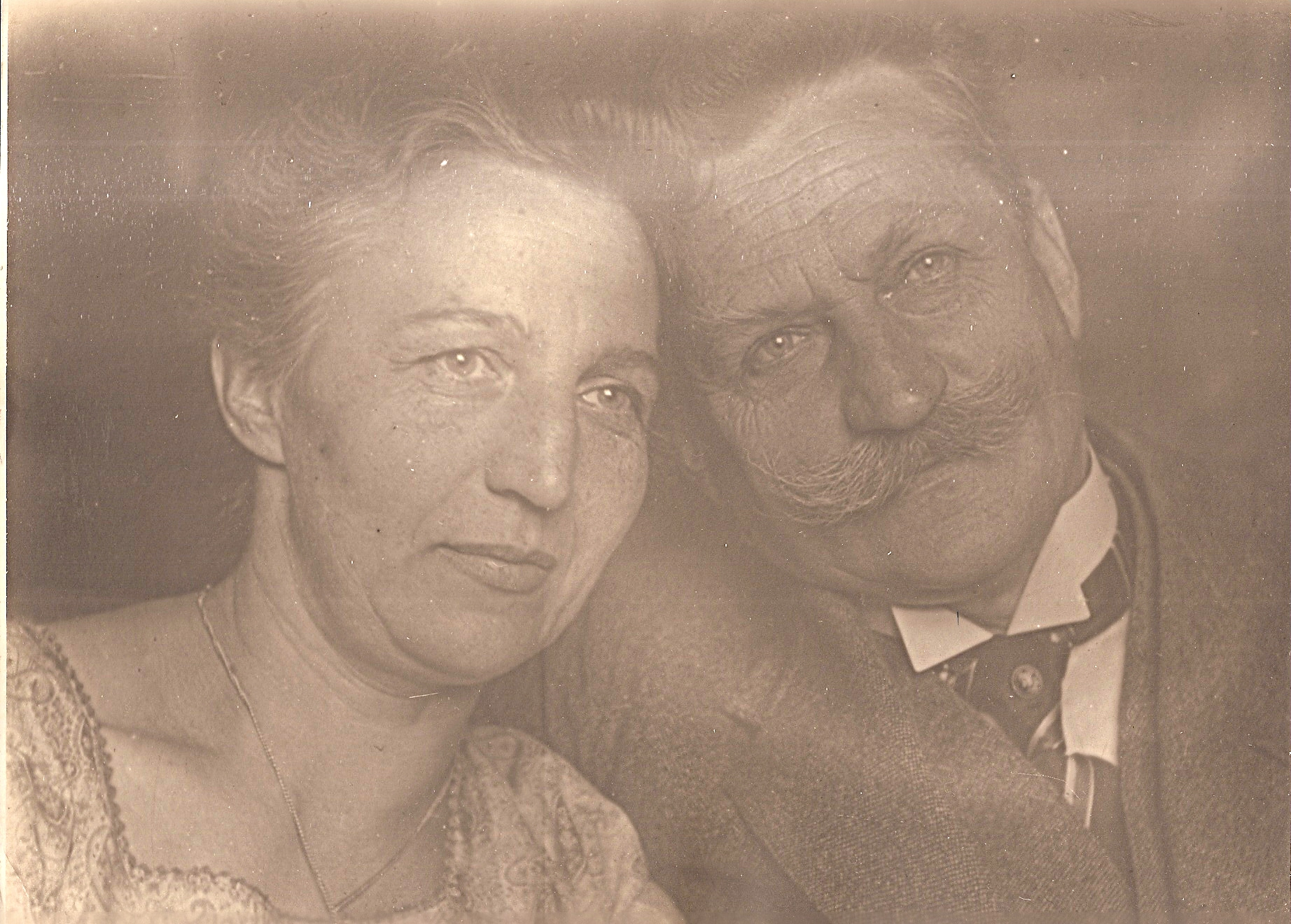
Gottwalt Weber mit Frau Margarete

Johannes Gottwalt Weber (* 10. Oktober 1869 in Klöden; † 10. November 1934 in Dessau) war ein deutscher Märchenschriftsteller.

## Leben
Gottwalt Weber wurde als Sohn des Lehrers Friedrich Otto Weber und dessen Ehefrau Lina Emma Julie Hofmann 1869 in Klöden geboren. Seine Kindheit verbrachte er in Dröbel an der Saale, wohin sein Vater versetzt worden war. Gottwalt Weber wurde dort 1875 eingeschult.  Mit 14 schrieb er seine ersten Lieder. Er besuchte die Leipziger Hochschule und unterrichtete anschließend als Oberlehrer an der Volksschule in Dessau bis 1911.
Gottwalt Weber heiratete am 2. Oktober 1900 Margarete Pape (* 5. Oktober 1877 in Roßlau (Elbe); † 11. Mai 1952 in Dessau). Sie war die Tochter des Apothekers Ferdinand Pape und dessen Ehefrau Marie Dannemann, die als Rentiers in Dessau und in Fallersleben wohnten. Aus der Ehe gingen drei Kinder hervor, Gottwalt, Margarethe und Eberhard.
1911 wurde er als Direktor des Lyzeums nach Zerbst berufen. Die Familie zog in das Patrizierhaus der Familie Brand von Lindau. Das Haus lag nahe am Schloss Zerbst, der Herzöge von Anhalt.

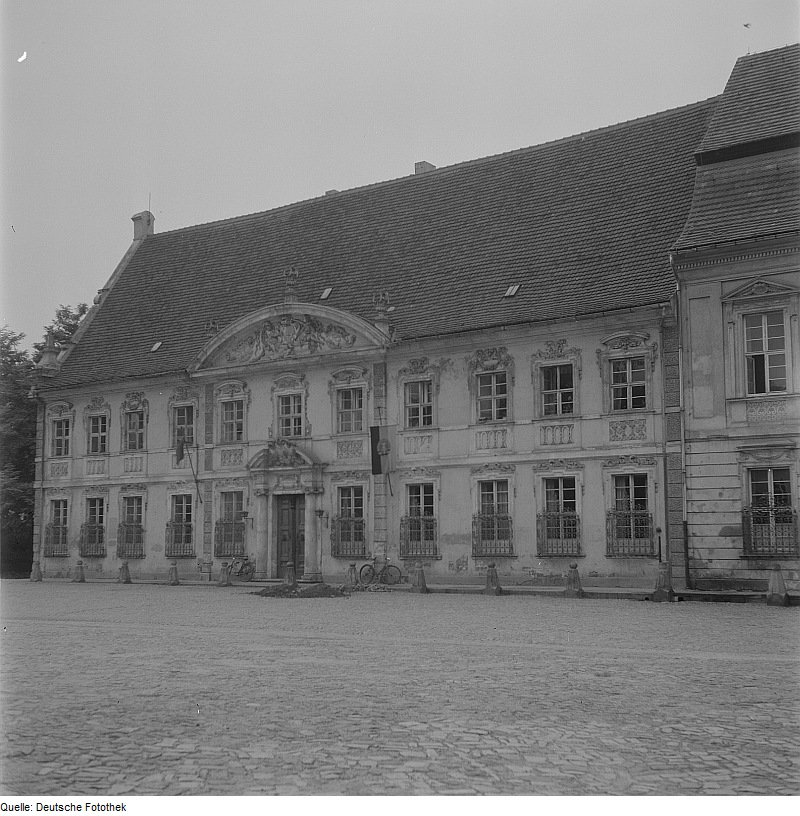
Kavaliershaus Brand von Lindau

Gottwalt Weber verstarb am 10. November 1934 in Dessau, Goethestr. 20, wohin er sich 1933 zurückgezogen hatte.

## Literarische Bedeutung
Die österreichische Schriftstellerin Marie von Ebner-Eschenbach, die Weber zu Rate gezogen hatte, bewog ihn, seine ersten Märchen dem Bertelsmann Verlag zur Publikation vorzuschlagen. Nach dem Erscheinen des Novellenbandes Novellen (1892) und mehrerer Märchen in der Reihe Schneeflocken, wurde er 1913 mit der Veröffentlichung des Märchenbandes Aus der Stadtmauer-Ecke einer breiten Öffentlichkeit bekannt.
Erster Weltkrieg, Niederlage 1918 und Versailler Vertrag prägten den Schriftsteller. Nach 1918 schlug sein Ton um. Manche Gedichte des Bandes Sonnenglanz und Wolkenschatten (1921) enthalten einen kämpferisch-nationalistischen Akzent. In der Jugenderzählung Neben der Heerstraße (1923) verbreitete er antirussische und antifranzösische Stereotype.
Seine Schildbürgerstreiche – Pudelnärrische Leute - Urkomische Schildbürgerstreiche (1922) sowie Das erste Auto in Schilda. Eine urdrollige Geschichte in dreiunddreißig Kapiteln (1930) – zeigen eine andere Facette des Werkes. Gottwalt Weber ließ sich dazu sowohl von der Gattung des Schildbürgerstreiches als auch von dem politischen Leben aus Zerbst und Dessau anregen. 
Ab Ende der 1920er Jahre veröffentlichte er nur noch traditionelle Märchen – Was Waldzwerglein erzählt (1927). Die meisten seiner Werke erschienen im Verlag für Kinder- und Jugendbücher „Leipziger Graphische Werke“ und wurden mit den Illustrationen von Paul Hey (1867–1952), Carl Schreiber, Albert Erbert (1879–1958) und Fritz Baumgarten (1883–1966) ausgestattet.

## Werke
- Novellen. [Verlag unbekannt], Dessau 1892.
- Denkmal des Herzogs Friedrich I. von Anhalt von Ludwig Manzel, erläutert von Gottwalt Weber. Eduard de Rot Verlag, Dessau 1908.
- Aus der Stadtmauer-Ecke. Neue Deutsche Märchen. Druck und Verlag von C. Bertelsmann, Gütersloh 1913, 116 S. (Illustrationen von Paul Hey) (weitere Auflagen 1916, 1922 und 1928)
- Neunmalklug und seine Getreuen. L. Fernau Verlag, Leipzig 1919.
- Sonnenglanz und Wolkenschatten. Ein kleiner Gedichtband. H. Zeidler’s Verlag, Zerbst 1921.
- Pudelnärrische Leute – Urkomische Schildbürgerstreiche. Leipziger Graphische Werke, Leipzig vorm. Vogel & Vogel, 1922, 136 S. (Illustrationen von Carl Schreiber) (weitere Auflagen 1923, 1926, 1929 und 1931)
- Neue Deutsche Märchen. Märchensammlung – Neue deutsche Märchen von Gottwalt Weber. Bing-Spiele und Verlag, Nürnberg [1923], 99 S. (= Jugendschriften)
- Neben der Heerstraße. Geschichten für unsere Jungen. Leipziger Graphische Werke, Leipzig 1923, 135 S. (Illustrationen von Albert Erbert)
- Durch Flammen und Fluten, Geschichten für unsere Jungen. Leipziger Graphische Werke, Leipzig 1930. 135 S. (zweite Auflage 1930)
- Hildes Talisman und andere Erzählungen für junge Mädchen. Leipziger Graphische Werke, Leipzig 1924, 144 S. (= Töchter Bibliothek) (Illustrationen von Albert Erbert) (zweite Auflage 1930)
- Ajax und Lotte. Neue Menschen- und Tiergeschichten. Berliner Tierschutz Verein, [Berlin] 1926, 115 S. (Illustrationen von Albert Erbert) (weitere Auflagen 1926 und 1928)
- Unge Pulei und andere Novellen mit einem Bild des Verfassers. Leipziger Graphische Werke, Leipzig 1926, 166 S.
- Was Waldzwerglein erzählt. Leipziger Graphische Werke, Leipzig 1927, 124 S. (Illustrationen von Albert Erbert) (weitere Auflagen 1930 et 1932)
- Spaßige Kerle – Funkelnagelneue Schildbürgerstreiche. Leipziger Graphische Werke, Leipzig 1928, 158 S. (Illustrationen von Carl Schreiber)
- Märchen der Bergfee. Leipziger Graphische Werke, Leipzig 1929, 135 S. (Illustrationen von Albert Erbert)
- Nixenmärchen. Leipziger Graphische Werke, Leipzig 1930, 135 S. (Illustrationen von Albert Erbert)
- Nagelneue Schildbürgerstreiche. Verlag A. Anton & Co., Leipzig [ca. 1930], 140 S. (Illustrationen von Fritz Baumgarten) (weitere Auflagen 1930 und 1935)
- Das erste Auto in Schilda. Eine urdrollige Geschichte in dreiunddreißig Kapiteln.  Leipziger Graphische Werke, Leipzig / Paul Franke Verlag, Berlin, 1930, 141 S. (Illustrationen von Albert Erbert) (zweite Auflage 1931)
- Zauberschloßmärchen. Leipziger Graphische Werke, Leipzig 1931, 135 S. (Illustrationen von Albert Erbert)
- Die Fahrt nach der Zauberinsel, Ein Märchen. Leipziger Graphische Werke, Leipzig 1931, 141 S. (Illustrationen von Albert Erbert)
- Heidemärchen.  Neue deutschen Märchen. Leipziger Graphische Werke, Leipzig 1931, 142 S. (Illustrationen von Albert Erbert)
- Die rote Halskette. Ein deutsches Wald- und Weihnachtsmärchen, Leipziger Graphische Werke, Leipzig 1932, 137 S. (Illustrationen von Albert Erbert)